# 杵埼 (給糧艦)
杵埼（きねさき）は、日本海軍の特務艦（運送艦）。杵埼型運送艦の1番艦。当初は雑役船として計画され竣工したが、太平洋戦争中に特務艦となった。太平洋戦争末期、輸送任務中に撃沈された。

## 計画と船型
1938年10月28日に「支那事変に関する第三次戦備促進に関する件商議」が海軍大臣に対して提出されたが、その中には小型冷凍船（約500トン）2隻の整備が盛り込まれていた。これに基づき、昭和十四年度計画（第七十四回帝国議会の協賛を得て成立した昭和十四年度臨時軍事費）で建造されたのが1,000トン型の本船（後の杵埼）と、600トン型（後の野埼）である。
本船の運用実績を受けて、マル臨計画で同型3隻が建造されることとなったが、本船とマル臨計画艦とで大きく異なる点は以下のとおり。
- 本船：前檣はヤード付き棒マスト、マスト基部にデリック2本。積載量は生糧品82トン、真水71.7トン[注釈 2]。
- 他艦：前檣は通風筒付きの鳥居型マスト、マスト基部にデリック各2本、計4本。積載量は生糧品84.6トン、真水71.7トン。

## 艦歴

### 雑役船公称番号第4006号
1940年3月7日、大阪鉄工所桜島工場で起工。6月27日、進水。7月1日、雑役船に編入され船名を公称番号第4006号に、船種を冷凍船（千瓲）に、所属と供用先を佐世保海軍軍需部（支那方面艦隊司令部供用）に、定数別を臨時附属にそれぞれ定められる。9月30日、竣工。

### 雑役船南進
1940年10月25日、船名を南進に変更。
1941年3月8日、供用先を佐世保海軍軍需部（第四海軍軍需部供用）に変更される。以後の1941年中はトラック、サイパン、パラオ、ポナペ、クサイ、ヤルートに対する糧食補給、連絡、特設運送船の荷役補助等に従事する。第四海軍軍需部長は海軍省へ提出した功績概見表中で、南進の存在とその功績を高く評価した。

### 1942年 特務艦杵埼
1942年4月1日、特務艦籍に編入されて杵埼と命名され、杵埼型運送艦の1番艦に、本籍を横須賀鎮守府にそれぞれ定められる。第四艦隊附属に編入。4月1日現在、横須賀に在泊中。23日、トラックへ向け横須賀を出港。5月1日、トラック着。以後、各根拠地に対する糧食補給に従事。
5月3日、ラバウルへ向けトラック発。6日、ラバウル着。15日、内地へ向けラバウル発。20日、サイパンに寄港。26日、横須賀に帰投。横須賀帰投後、7月28日まで横須賀海軍工廠で修理を行う。7月28日、トラックへ向け横須賀発。
8月4日、トラック着。10日、内地へ向けトラック発。12日、サイパンに寄港。18日、横須賀に帰投。横須賀帰投後、9月1日まで横須賀海軍工廠で修理を行う。
9月1日、マーシャル諸島とギルバート諸島に対する糧食補給のため横須賀発。8日、ヤルート着。以後10日ミレ、11日マキン、12日タラワ、13日オーシャン、14日ナウル、17日クサイ、20日ポナペにそれぞれ寄港して糧食補給に従事。23日、トラック着。29日、マリアナ諸島に対する補給のためトラック発。
10月1日サイパン、4日ロタにそれぞれ寄港。7日、トラックに帰投。13日、ラバウルへ向けトラック発。17日、ラバウル着。20日、ラバウル発。24日、トラックに帰投。27日、内地へ向けトラック発。
11月3日、横須賀に帰投。6日横浜へ回航し、12月いっぱいまで同地で修理と改造工事を行う。工事終了後、横須賀へ回航。

### 1943年
1943年1月7日、マーシャル諸島に対する糧食補給のため横須賀発。11日父島、14日大鳥島、17日クェゼリン、22日ブラウンにそれぞれ寄港し、31日横須賀に帰投。
2月11日、ギルバート諸島に対する糧食補給のため、3211C船団に同行して横須賀発。途中で分離し、22日クェゼリン着。3月1日マキン、2日タラワ、4日ナウル、5日オーシャン、7日ヤルート、9日クェゼリンにそれぞれ寄港し、20日横須賀に帰投。以後、4月下旬まで横須賀で修理と整備を行う。
4月26日、マーシャル諸島に対する糧食補給のため横須賀発。30日南鳥島、5月2日大鳥島、5日グリニッジ、7日クェゼリン、12日クサイ、15日イミエジ、17日タロア、18日ウォッゼにそれぞれ寄港。19日、クェゼリンに寄港して補給後内地へ向かう。29日サイパンに寄港。6月4日、横須賀に帰投。

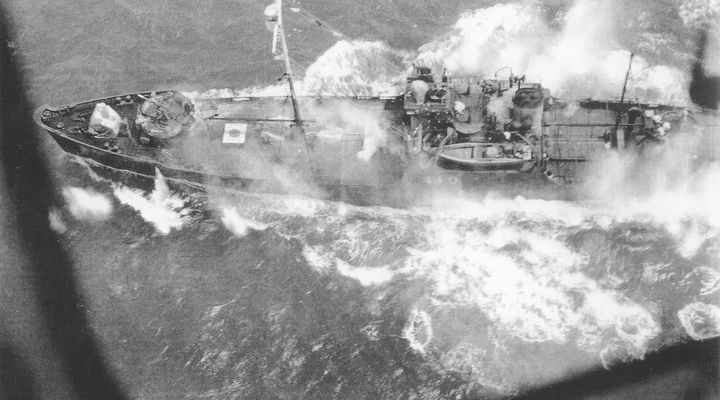
1943年12月10日、ミレ付近でアメリカ陸軍機の機銃掃射を受ける杵埼

6月21日、マーシャル諸島とギルバート諸島に対する糧食補給のため横須賀発。29日クェゼリン、7月1日ヤルート、3日クェゼリン、8日ヤルート、9日マキン、11日タラワ、13日オーシャン、14日ナウルにそれぞれ寄港。15日、クェゼリンに寄港。
8月1日、内地へ向けクェゼリン発。3日、サイパンに寄港。8日、横須賀に帰投。21日、横須賀発。27日、横須賀に帰投。
9月中の行動は不明。10月1日現在、軍隊区分内南洋方面部隊マーシャル方面防備部隊に配置。
10月6日クェゼリン、8日ヤルート、10日マキン、12日タラワ、15日ナウル、17日ヤルートにそれぞれ寄港。19日、クェゼリンに寄港。28日、マーシャル諸島内に対する糧食補給のためクェゼリンを出港。28日ルオット、29日ウォッゼ、31日タロア、11月1日ミレ、3日マロエラップ、9日ルオットにそれぞれ寄港。ルオットに在泊中の11日、空襲を受け損傷した。12日クェゼリンに帰投。
12月5日、マーシャル諸島内に対する糧食補給のためクェゼリン発。6日ウォッゼ、7日ミレ、8日ヤルート、9日イミエジにそれぞれ寄港し、10日クェゼリンに帰投。10日、ミレがアメリカ陸軍機の空襲を受けた際、付近を航行していた本艦はアメリカ陸軍B-24爆撃機の機銃掃射を受け損傷した。28日、クェゼリン発。1944年1月1日、トラック着。

### 1944年
1944年1月20日、内地へ向けトラック発。31日、横須賀に帰投。帰投後、横須賀海軍工廠で4月6日まで復旧修理を行う。
4月1日現在、軍隊区分内南洋方面部隊附属部隊に配置。4月6日、東松四号船団に追及するため横須賀発。9日、海軍徴傭船美作丸が被雷した際、本艦は美作丸の遭難者を収容してサイパンで下艦させたのち、海軍徴傭船昭瑞丸と合同してトラックへ向かう。16日、トラック着。22日、内地へ向けトラック発。5月5日、横須賀に帰投。帰投後、横須賀海軍工廠で修理を行う。
5月29日、3530船団に加入してサイパンへ向け横浜発。6月7日、サイパン着。
6月11日、杵埼船団に加入してサイパン発。25日、奄美大島着。29日、佐世保へ回航のため奄美大島発。7月10日、佐世保着。8月下旬まで佐世保海軍工廠で修理を行い、その後は第四艦隊附属のまま南西諸島方面の輸送と補給に従事。
9月8日、タカ808船団に加入して鹿児島へ向け基隆発。20日、鹿児島着。
10月21日、カタ916船団に加入して那覇へ向け鹿児島発。25日、那覇着。

### 1945年 沈没
1945年2月26日、カタ604船団に加入して那覇へ向け鹿児島発。3月1日、久慈湾に仮泊。同日、久慈湾内でアメリカ艦上機の攻撃を受け、被爆し沈没した。
5月10日、杵埼は杵埼型運送艦から削除され、帝国特務艦籍から除かれた。

## 杵埼特務艦長
1. 箟源三郎 予備大尉/予備少佐：1942年4月1日 - 1942年11月30日
2. 神野則之 予備大尉：1942年11月30日 - 1943年6月16日
3. 鶴岡儀平 予備大尉/大尉：1943年6月16日 - 1944年2月2日
4. 田崎季夫 大尉/少佐：1944年2月2日 - 1945年3月23日